# 楊玉欣
楊玉欣（1974年12月31日—）是臺灣身心障礙權利運動者，新竹市人，曾任病人自主研究中心執行長(現為創辦人)、立法院榮譽顧問、社團法人台灣弱勢病患權益促進會常務理事，曾任第8屆中國國民黨籍不分區立法委員。現任基隆市政府社會處處長。
她於19歲時確診罕見疾病三好氏遠端肌肉無力症，四肢肌肉逐漸萎縮，行動不便，因此始為弱勢族群代言發聲，曾經寫書、作詞、播報新聞、主持節目。擔任立委期間積極爭取身心障礙者福利，並推動《病人自主權利法》成功立法。

## 生平

### 確診罕病
楊玉欣1974年生於新竹，她與家中姐弟從小就有肌肉無力症狀，走路時常跌倒，在19歲時求醫，確診患有罕見疾病三好氏遠端肌肉無力症。此病為隱性遺傳疾病，因染色體異常導致患者肌肉無力，從腳趾、腿部向上蔓延，最後可能導致癱瘓或器官衰竭。
隨著疾病的發展，她的身體開始慢慢退化，行動逐漸不便，依靠輪椅代步，日常生活起居無法自理，需由家人和看護協助照顧。

### 媒體生涯
年輕時，就讀國立藝術專科學校國樂科的楊玉欣擅長鋼琴及中國笛，2001年曾以歌曲〈我〉入圍第12屆金曲獎傳統暨藝術音樂作品類最佳作詞人獎，同年她開始擔任人間衛視新聞主播及節目主持人長達八年。同時間，她成為罕見疾病基金會代言人，被譽為「罕見天使」。
楊玉欣於2006年開始擔任中廣流行網節目《角落欣世界》主持人，此節目由台灣弱勢病患權益促進會與罕見疾病基金會聯合製，旨在讓大眾了解不同弱勢族群的真實生活，並藉此發揮影響力；本節目也於2007年、2008年共拿下三項金鐘獎。
2007年7月，楊玉欣和國立台灣大學哲學系教授孫效智結婚。
2008年，提出「身心靈無障礙文化」的推動，由台灣大學生命教育研發育成中心、年代電視台《美人晚點名》、台灣生命教育學會聯合製播製作《無障礙天使特攻隊》節目。

### 國會時期
2012年，楊玉欣接受國民黨邀請，成為立法委員選舉之不分區候選人第四名。擔任立委期間，專注在罕病、無障礙設施及弱勢族群的權益爭取，將弱勢價值、環境友善、病人自主、生命教育等議題帶入立法院，推動相關政策之修立法。
楊玉欣於2015年5月22日提出《病人自主權利法》草案，主張透過立法保障病人對自身病況的知情權，倡議病人應擁有臨終醫療自主權，讓每個人能在意識清楚時，事先為自己的生命做決定，確保自己將來進入特定臨床條件時，能夠依照當初的心願尊嚴善終。2015年12月18日《病人自主權利法》三讀通過，2016年1月6日總統公告，2019年1月6日正式施行。
病主法通過後，楊玉欣期望搭建教育文化、臨床醫護與社會大眾的橋樑，在社團法人台灣生命教育學會中創立「病人自主研究中心」，整合政府及民間不同層級屬性之單位，繼續推動《病人自主權利法》的政策研究、教育訓練及大眾宣導三大任務，促進配套工作落實。

### 卸任立委後
2022年底謝國樑就任基隆市市長後，楊玉欣進入其市府團隊，擔任基隆市政府社會處處長。

## 主持作品

### 電視節目
| 年份           | 頻道         | 節目           | 角色                 |
| -------------- | ------------ | -------------- | -------------------- |
| 2001年－2008年 | 人間衛視     |                | 新聞主播、節目主持人 |
| 2006年－2007年 | 公視         | 《發現希望》   | 節目主持人           |
| 2011、2016年   | 天主教光啟社 | 《生命相對論》 | 節目主持人           |

### 廣播節目
| 年份          | 頻道       | 節目           | 角色       |
| ------------- | ---------- | -------------- | ---------- |
| 2006年-2012年 | 中廣流行網 | 《角落欣世界》 | 節目主持人 |

## 演出作品

### 電視劇
| 年份   | 頻道 | 劇名                   | 角色   |
| ------ | ---- | ---------------------- | ------ |
| 2004年 | 公視 | 《絕地花園》愛情單元劇 | 女主角 |
| 2005年 | 公視 | 《45度的天空下》連續劇 | 女配角 |

## 出版作品

### 書籍
| 出版日期   | 書名                               | 出版社                 | ISBN               |
| 2000年9月  | 《看，天為你亮了》詩畫筆記書       | 安泰心文化             |                    |
| 2001年1月  | 《罕見天使》傳記                   | 正中書局               | ISBN 9789570913460 |
| 2002年7月  | 《看見天堂─10個罕見寶寶的故事》    | 博博文化               | ISBN 9868034213    |
| 2003年12月 | 《真愛快遞—楊玉欣的禮物》          | 正中書局               | ISBN 9789570916270 |
| 2007年12月 | 罕見疾病基金會《角落欣世界》有聲書 | 財團法人罕見疾病基金會 |                    |

## 獎項

### 金曲獎
| 年份   | 獲提名           | 獎項                                         | 結果 |
| ------ | ---------------- | -------------------------------------------- | ---- |
| 2001年 | 我《恆河的聲音》 | 第12屆金曲獎傳統暨藝術音樂作品類最佳作詞人獎 | 提名 |

### 社會光明面新聞報導獎
| 年份   | 獲提名                       | 獎項                 | 結果 |
| ------ | ---------------------------- | -------------------- | ---- |
| 2001年 | 人間衛視「罕見天使」新聞專題 | 社會光明面新聞報導獎 | 獲獎 |

### 廣播金鐘獎
| 年份   | 獲提名                   | 獎項                                 | 結果 |
| ------ | ------------------------ | ------------------------------------ | ---- |
| 2007年 | 中廣流行網《角落欣世界》 | 第42屆廣播金鐘獎社會服務節目獎       | 獲獎 |
| 2007年 | 楊玉欣《角落欣世界》     | 第42屆廣播金鐘獎社會服務節目主持人獎 | 獲獎 |
| 2008年 | 楊玉欣《角落欣世界》     | 第43屆廣播金鐘獎社會服務節目主持人獎 | 獲獎 |

### 周大觀文教基金會
| 年份   | 獲提名 | 獎項                          | 結果 |
| ------ | ------ | ----------------------------- | ---- |
| 2001年 |        | 周大觀文教基金會 熱愛生命獎章 | 獲獎 |

### 台灣藝術大學傑出校友獎
| 年份   | 獲提名 | 獎項                        | 結果 |
| ------ | ------ | --------------------------- | ---- |
| 2001年 |        | 國立台灣藝術大學 傑出校友獎 | 獲獎 |

### 中央社十大潛力人物獎
| 年份   | 獲提名 | 獎項                  | 結果 |
| ------ | ------ | --------------------- | ---- |
| 2007年 |        | 中央社 十大潛力人物獎 | 獲獎 |

### 星雲真善美新聞傳播獎潛力獎
| 年份   | 獲提名 | 獎項                             | 結果 |
| ------ | ------ | -------------------------------- | ---- |
| 2011年 |        | 第三屆星雲真善美新聞傳播獎潛力獎 | 獲獎 |

## 外部連結
- 立法院楊玉欣委員頁面
- 楊玉欣的Facebook專頁 （页面存档备份，存于）
- YouTube上的楊玉欣頻道 （页面存档备份，存于）
- 病人自主研究中心網站 （页面存档备份，存于）